# スタジオNo.1
『スタジオNo.1』（すたじおなんばーわん）は、1961年1月1日から4月30日まで日本テレビで放送されていた音楽バラエティ番組。
資生堂の一社提供。放送時間は毎週日曜18:30 - 19:00（日本標準時）。

## 概要
毎回1人のゲストスターによる歌・コント・ダンスを中心とする内容で放送。前番組『光子の窓』から引き続き井原高忠がプロデュースした番組であるが、本番組には草笛光子のようなメインの進行役は置かず、各回のゲストが進行役も兼任していた。

## 出演者
- 伊藤素道とリリオリズムエアーズ
- 南利明
- 藤村有弘
- スタジオNo.1ダンサーズ

## スタッフ
- プロデューサー・演出：井原高忠